# Pueblorrico
Pueblorrico is een gemeente in het Colombiaanse departement Antioquia. De gemeente telt 8168 inwoners (2005).